# Teofil Kwiatkowski
Teofil Antar Antoni Kwiatkowski (21. Februar 1809 in Pułtusk  – 14. August 1891 in Avallon) war ein polnischer Maler der Romantik, der nach den gescheiterten Unabhängigkeitsbemühungen seiner Heimat im Jahre 1831 im Exil in Frankreich lebte und der die letzten Lebensjahre Chopins malerisch begleitete.

## Leben
In den Jahren 1825 bis 1830 wurde er in Warschau von den Malern Antoni Brodowski und Anton Blank unterrichtet. Er beteiligte sich als Leutnant des 4. Infanterieregiments am Novemberaufstand und emigrierte nach dessen Scheitern nach Frankreich. Von 1832 an lebte er in einer Einrichtung für polnische Kriegsflüchtlinge in Avignon. Bis zu seinem Lebensende sollte er der Provence verbunden bleiben. Er zog nach Paris und setzte seine Studien bei Léon Cogniet fort. Er war stark der polnischen Emigrantengemeinde in Paris verbunden und freundete sich unter anderen mit dem Komponisten Frédéric Chopin und dem Dichter Adam Mickiewicz an.

## Werke
Das Schaffen Kwiatkowskis wurde wesentlich beeinflusst von den französischen Malern Ingres, Scheffer, Delacroix und Couture. Schwerpunkte sind Pastell- und Aquarellporträts sowie Miniaturen, weiters Landschaften (insbesondere in Burgund, der Normandie und der Provence), allegorische Darstellungen und Genreszenen. Dem Maler wurde „große farbliche Sensibilität“ zugebilligt.

### Chopin

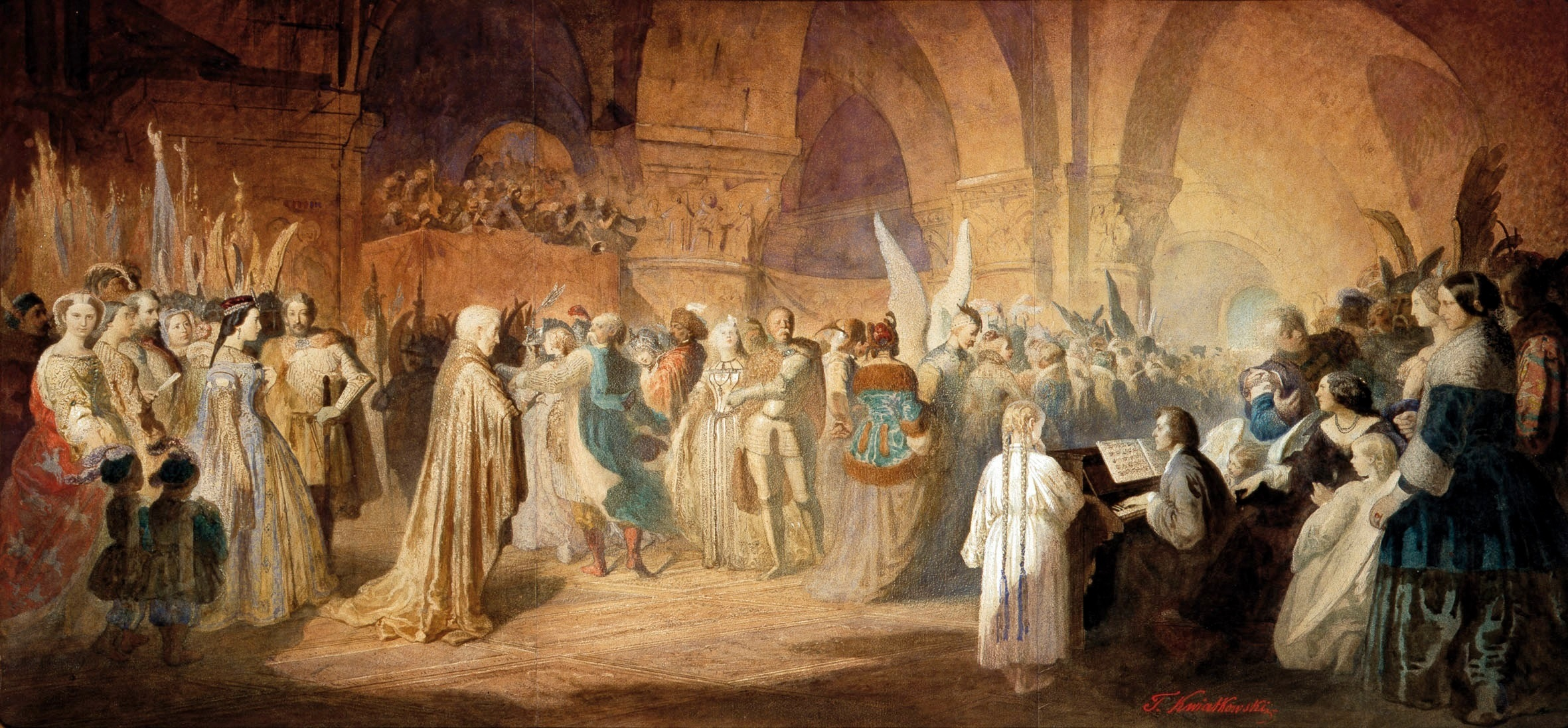
Chopin spielt eine Polonaise im Hotel Lambert in Paris, 1843

Die Freundschaft mit Chopin hatte ihren Ursprung an einem Ball-Abend im Hôtel Lambert, als Chopin eine Polonaise intonierte. An diese Veranstaltung hat sich der Maler anlässlich des Todes Chopins erinnert und sie schließlich in den Jahren bis 1860 gemalt, als Aquarell und Gouache auf Papier. Das Werk findet sich heute im Nationalmuseum Posen. Das Hôtel Lambert diente jahrelang als inoffizielle Botschaft des untergegangenen polnischen Staates. Es stammt aus dem 17. Jahrhundert und befindet sich auf der Île Saint-Louis im Zentrum von Paris. Es gelangte im Jahre 1843 in den Besitz der Adelsfamilie Czartoryski. Erworben wurde es von Adam Jerzy Czartoryski (1770–1861), dem Regierungschef der polnischen Revolutionsregierung von 1830. Den Hinweis auf das Palais erhielt der Fürst von Chopin, der wiederum vom Maler Delacroix darauf hingewiesen worden war. Das Haus der Fürstenfamilie wurde nicht nur zum politischen Zentrum der eher rechts stehenden Emigrationsfraktion, sondern auch zur Kulturstätte insbesondere für die im Exil lebenden polnischen Schriftsteller, Musiker und Maler. Die linksstehenden Emigranten versammelten sich um den Historiker Joachim Lelewel.
Mutmaßlich im Jahr der ersten Begegnung, 1843, entstand ein ovales Porträt, Öl auf Leinwand, goldener Rahmen, linkes Halbprofil mit traurigem Blick, helles Hemd, hochgestellter Kragen, schwarzer Pelz, dunkles Sakko. Das Gemälde gehörte einst dem Pianisten, Dirigenten und Kunstsammler Alfred Cortot, es wurde 2019 vom Frédéric-Chopin-Museum in  Warschau erworben.
Um 1947 entstand ein Aquarell mit Bleistift, welches Chopin an einem Pleyel-Flügel zeigt. Vom 4. September 1847 stammte die Widmung des Liedes Wiosna [Frühling] „meinem geliebten Freund, Teofil Kwiatkowski“, deutlicher Beweis für die Wertschätzung des Malers seitens des Komponisten.

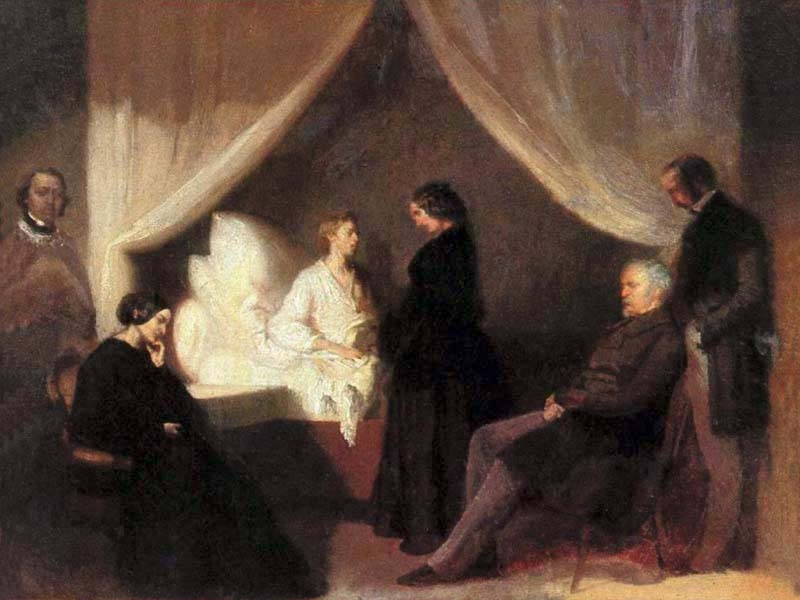
Die letzten Momente des Fryderyk Chopin, 1850, umgeben von Pater Aleksander Jełowicki, Ludwika Jędrzejewicz, Fürstin Czartoryska, Wojciech Grzymała, Teofil Kwiatkowski (von links nach rechts).

Kwiatkowaki zählte zum inneren Kreis um den Komponisten, der sich am Sterbebett des Komponisten versammelte. Er hat die Szene in Öl auf Leinwand gemalt, im Auftrag von Jane Stirling, Schülerin und platonische Freundin des Komponisten, die aus Schottland stammte. Das Gemälde trägt den Titel Die letzten Momente des Fryderyk Chopin. Es war ein Sterben vor der Zeit, Chopin war erst 39 Jahre alt. Es war ein langes langsames Sterben, dem Komponisten war das Unaufhaltsame bewusst. Er war bis zuletzt bei hellem Verstand und gab Anordnungen für sein Begräbnis. Das Gemälde kann als ikonographisch bezeichnet werden, denn es übersetzt den Prozess des Sterbens in Bildsprache, die Angst, die Trauer, den Schmerz. Teofil Kwiatkowaki malte sich selbst, rechts außen, als Teil des Prozesses, der Begleitung auf dem letzten Weg. Ebenfalls am Rande der Priester, die Schwester, ebenfalls Komponistin, und Wojciech Grzymała, ein Freund. Im Zentrum der Komponist und Fürstin Czartoryska, Fördererin und Freundin. Die reale Zusammensetzung der Anwesenden zum Todeszeitpunkt um 2 Uhr morgens war eine andere.

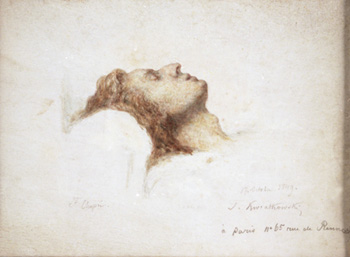
Chopin am Sterbebett, 1849

Eine Vorstudie zu diesem Gemälde, Chopin in illness, zeigt nur drei Personen, den Sterbenden, die Fürstin und eine dritte Person, in Trauer nach vorne gebeugt. Bereits angedeutet die charakteristische Drapierung der Vorhänge, die der Szene eine gewisse Theatralizität verleiht.
Scheinbar mehrfach erstellt und mehrfach kopiert hat Kwiatkowski Chopin auf dem Sterbebett, eine Zeichnung mit Wasserfarben, gleich nach dem Todesfall.

### Portraits
Zwei repräsentative Gemälde von Napoleon III. und Kaiserin Eugénie, die er nach Winterhalter malte, zählen heute zum Bestand des Musée d’Orsay in Paris.
Ansonsten stammten die von ihm Porträtierten  – ausgenommen Chopins Lebensgefährtin George Sand – aus dem polnischen Freundeskreis des Malers, beispielsweise die Fürstin und Kunstsammlerin Izabella Działyńska, der Novemberaufständische Józef Potocki oder der Dichter Teofil Lenartowicz. Das Porträt des Fürsten Adam Jerzy Czartoryski (1770–1861), Schwager der Pianistin Marcelina Czartoryska, stellt eine Kopie des Gemäldes von Paul Delaroche dar. Sie alle waren nach Paris emigriert.

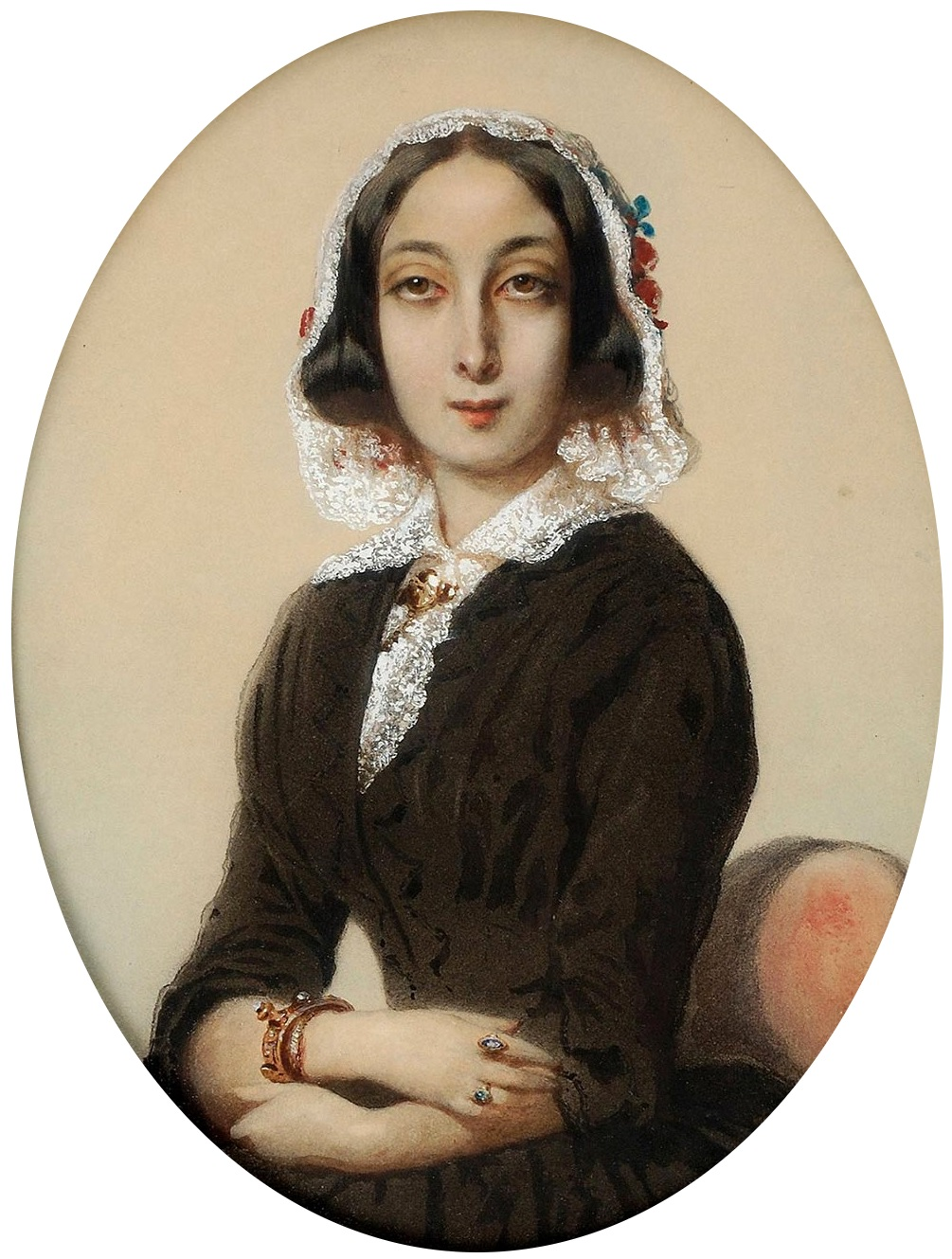
George Sand, 1844
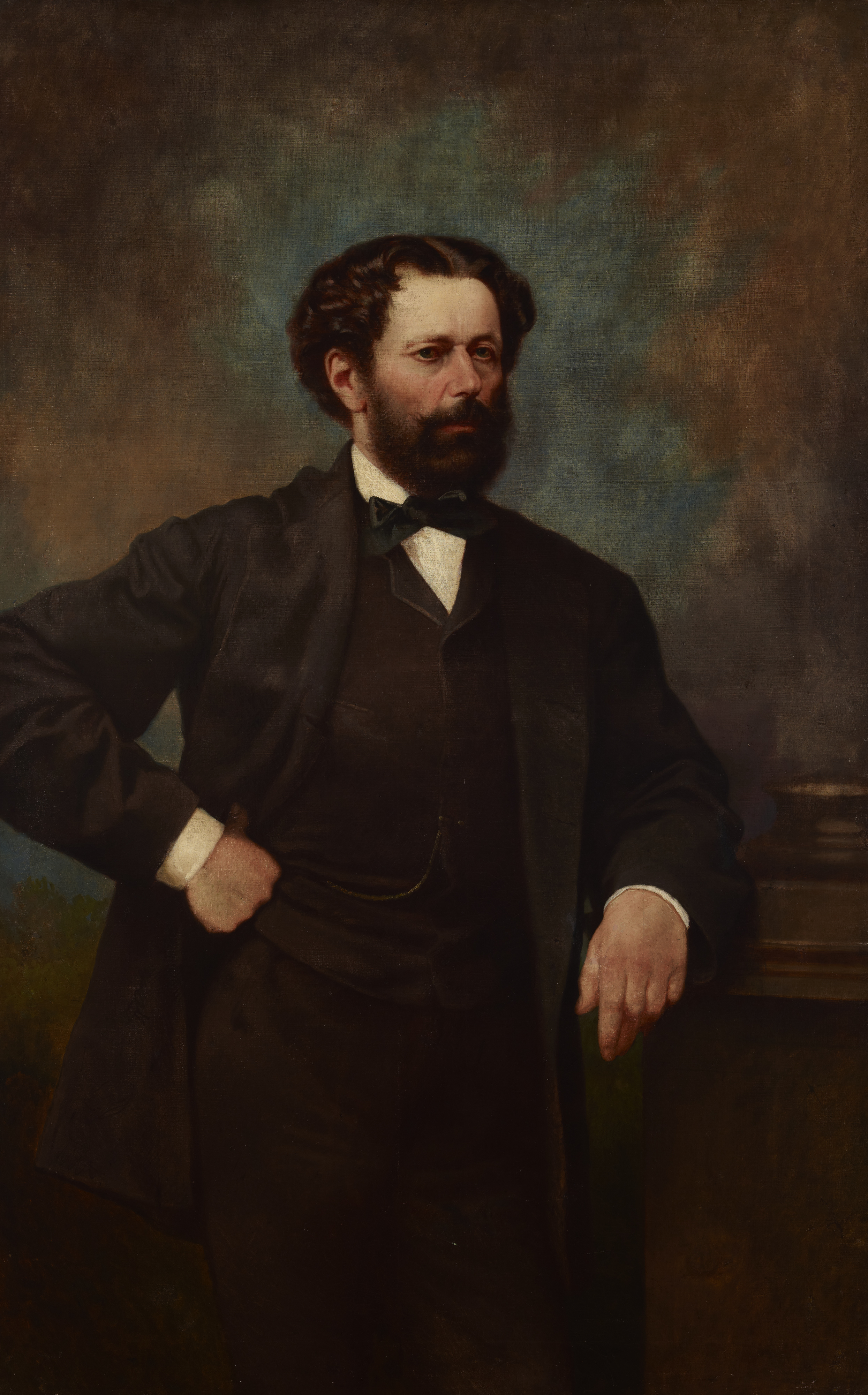
Józef Potocki, 1864
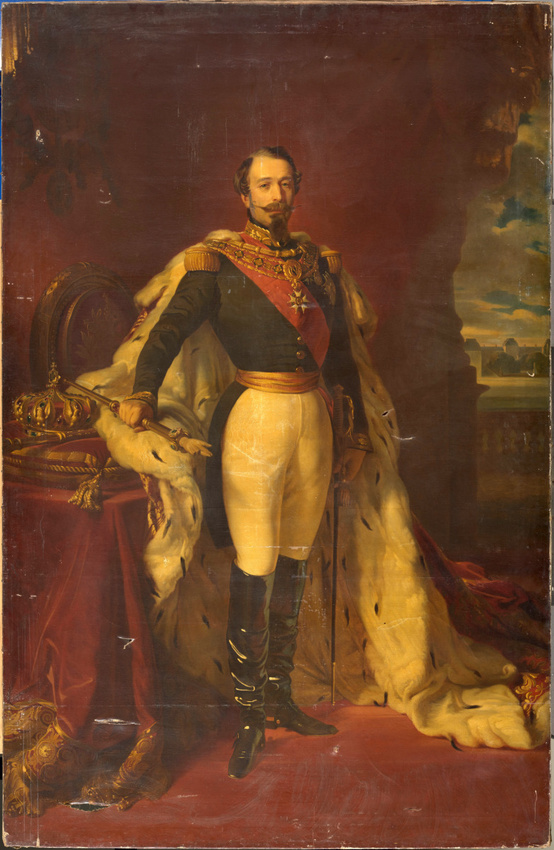
Napoléon III., 1855-70 (nach Winterhalter)
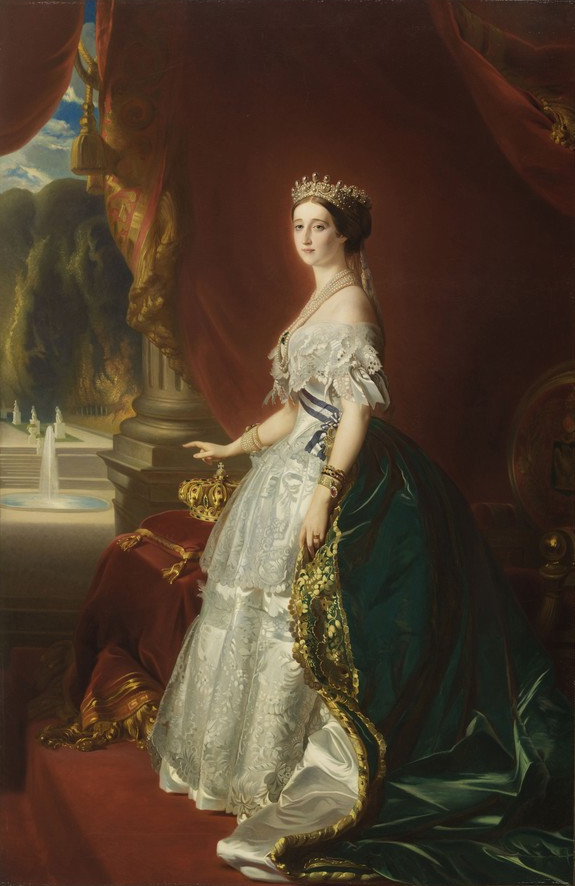
Kaiserin Eugénie, 1855-70 (nach Winterhalter)

### Landschaften
Die meisten seiner Landschaften sind der Provence gewidmet, dem Südosten Frankreichs, wo er nach seiner Ankunft in Frankreich in jungen Jahren interniert war. Er kehrte lebenslang immer wieder zurück, war sowohl von den Wäldern als auch vom Blick aufs Meer angetan.

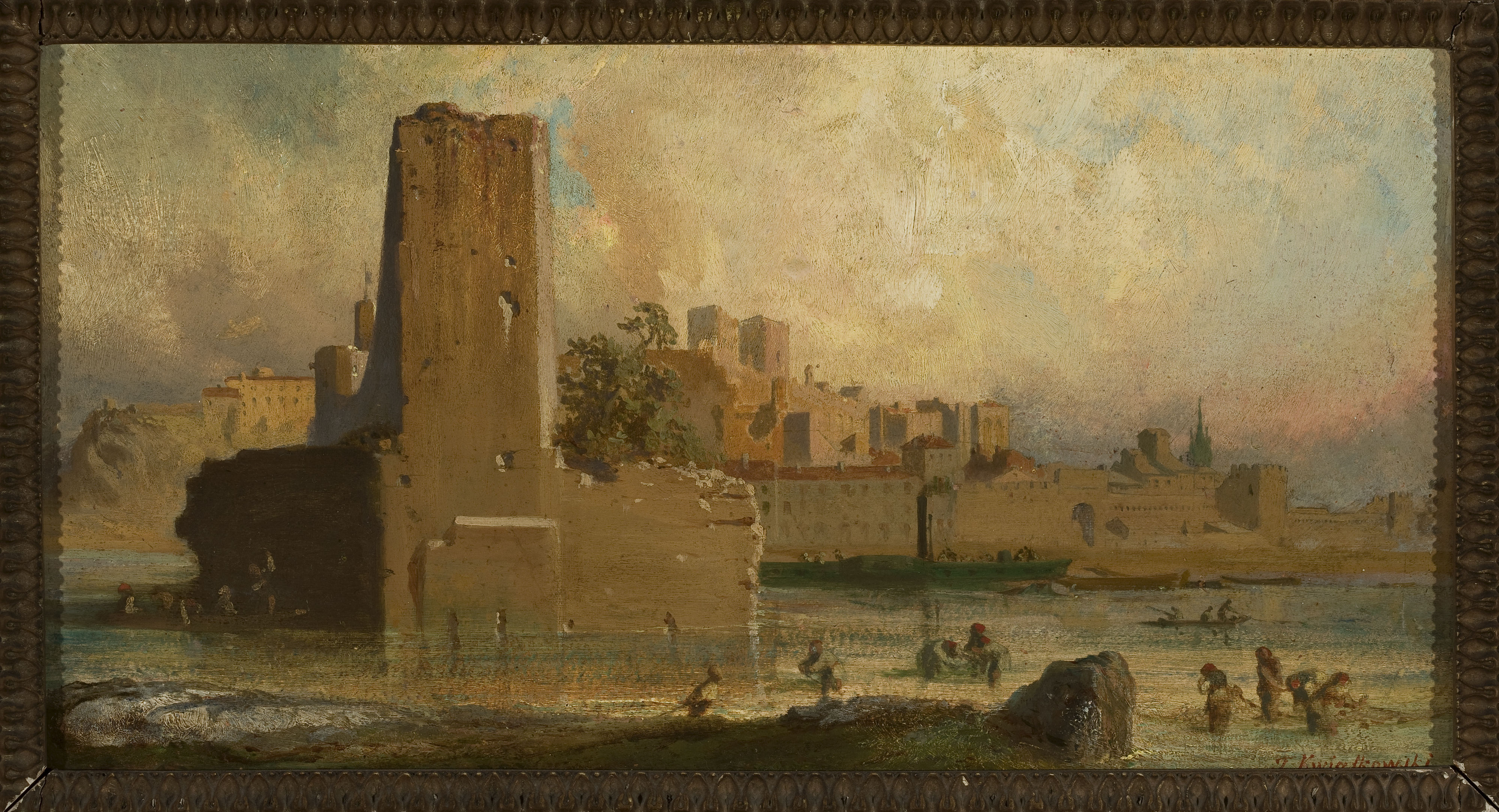
Hafen von Avignon, 1840
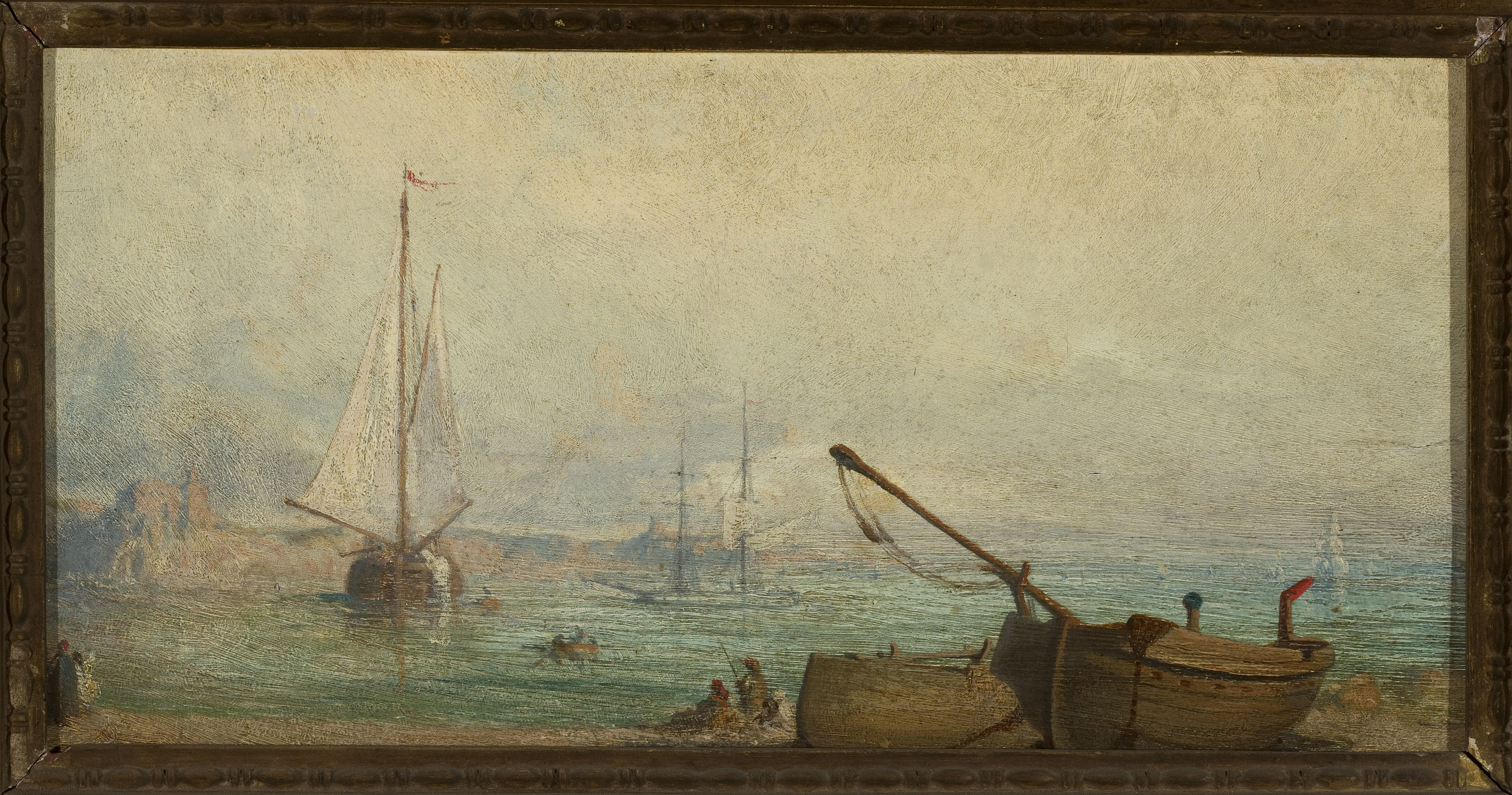
Hafen von Avignon, 1842
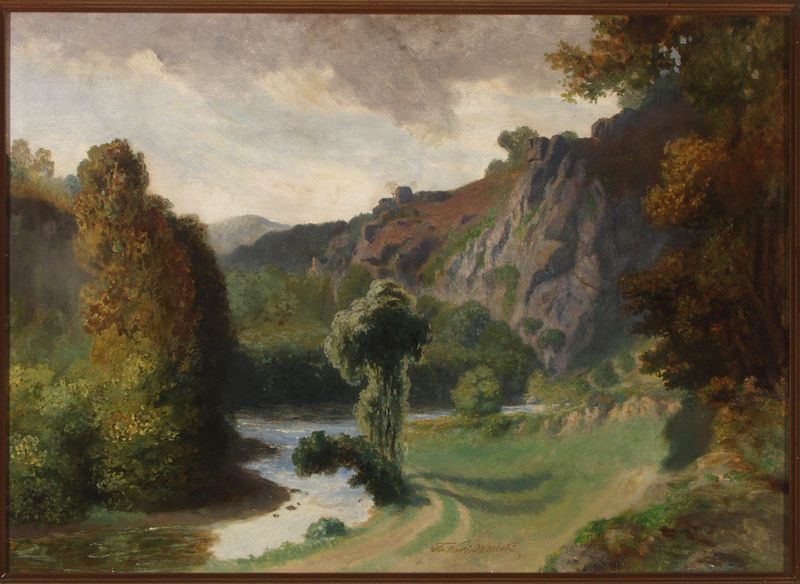
Vallée du Cousin, 1871

### Weitere Sujets
- Sirenen, um 1845
- Die Schiffbrüchigen bzw. Die Überlebenden, 1846
- Tänzerin aus Algier, 1846
- Das Fest der polnischen Bauern, 1861

## Sammlungen
Zahlreiche Arbeiten Kwiatkowskis finden sich in polnischen Museen. Das Nationalmuseum Warschau besitzt eine Reihe von Landschaften aus Südfrankreich und ein Stillleben aus dem Jahre 1888, weiters die Porträts von Madame und Monsieur de Ravesy (zwei Gouachen) und das Totenbildnis Chopins (eine Zeichnung). Im Nationalmuseum Krakau befinden sich Porträts von Teofil Lenartowicz und Adam Mickiewicz sowie eine Ansicht von Avignon aus dem Jahre 1850. Im Nationalmuseum Posen hängt Chopins Polonaise, eine Gouache von einem Ball im Hôtel Lambert in Paris. Das Werk stammt aus dem Jahr 1859, die Veranstaltung fand 1849 statt. Auch das Gemälde des Fürsten Czartoryski findet sich im Posener Museum. In der Sammlung der Fürsten Czartoryski in Krakau hängt ein ovales Ölgemälde mit dem Titel Sirenen, entstanden um 1845.